# Diferenças eclesiásticas entre a Igreja Católica e a Igreja Ortodoxa

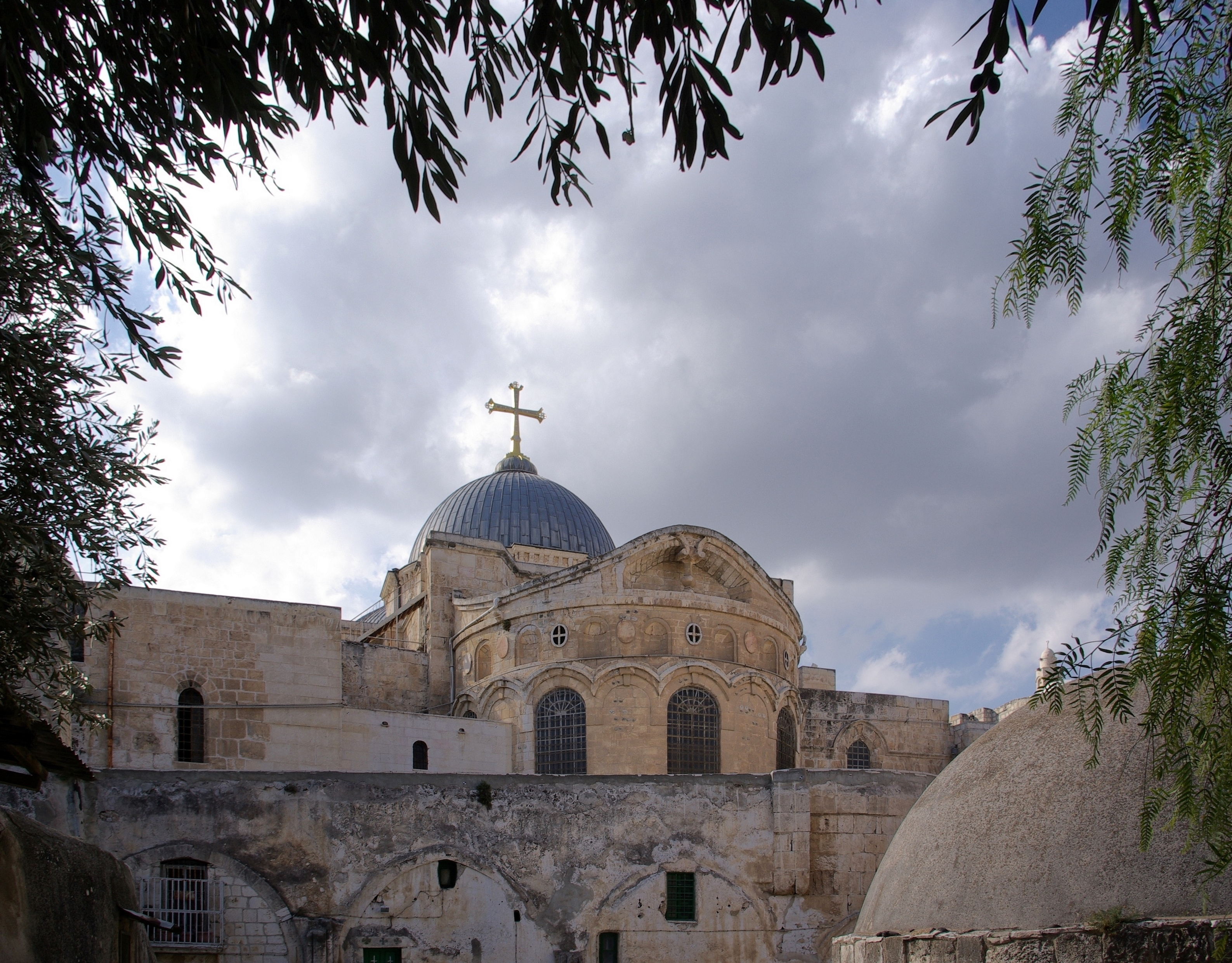
A Igreja do Santo Sepulcro em Jerusalém – um centro de peregrinação há muito compartilhado e disputado entre as Igrejas Católica, Ortodoxa e Ortodoxa Oriental.

Existem várias diferenças dentro das estruturas organizacionais e governança da Igreja Católica e da Igreja Ortodoxa. Elas são distintas das diferenças teológicas que são diferenças em dogma e doutrina. Uma série de desacordos sobre questões de eclesiologia se desenvolveram lentamente entre as alas Ocidental e Oriental da Igreja estatal do Império Romano centradas nas cidades de Roma (considerada como tendo caído em 476) e Nova Roma - Constantinopla (também considerada como tendo "caído" em 1453), respectivamente. As disputas foram um fator importante no cisma formal Leste-Oeste entre o Papa Leão IX e o Patriarca Miguel I em 1054 e ainda estão em grande parte sem solução entre as Igrejas hoje.

## Autoridade papal

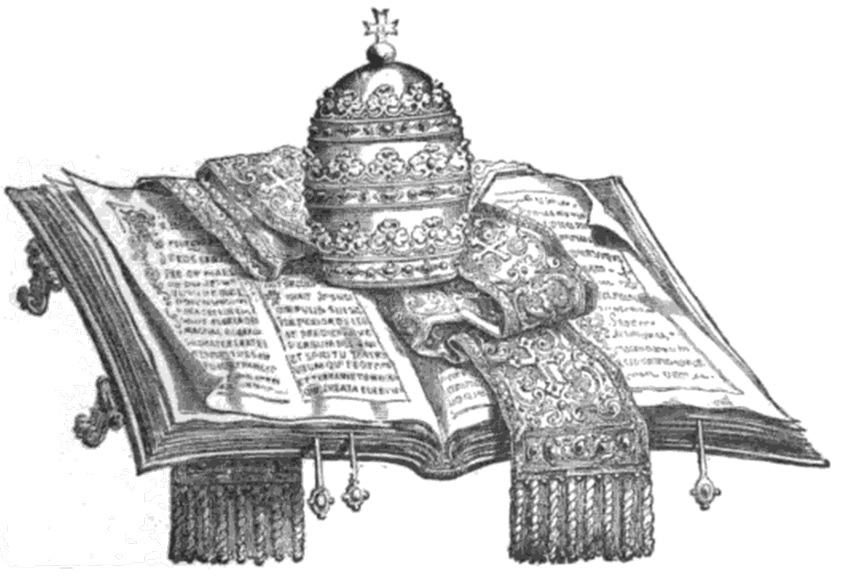
Ilustração de 1881 representando a infalibilidade papal

Muitas das questões que atualmente separam as duas Igrejas são eclesiásticas. A principal delas é o significado da primazia papal dentro de qualquer futura Igreja unificada. Os ortodoxos insistem que ela deve ser uma "primazia de honra", como na Igreja antiga, e não uma "primazia de autoridade", enquanto a Igreja Católica vê o papel do pontífice como algo que requer para seu exercício poder e autoridade, cuja forma exata está aberta à discussão com outros cristãos.
A declaração de Ravena em 2007 reafirmou essas crenças e reafirmou a noção de que o bispo de Roma é de fato o protos ("primeiro" em grego), embora discussões futuras devam ser realizadas sobre o exercício eclesiástico concreto da primazia papal. Hierarcas dentro da Igreja Russa condenaram o documento e reafirmaram que a autoridade papal, como é mantida no Ocidente, não é historicamente válida. A visão ortodoxa do papado seria Primus inter pares sem poder de jurisdição.

## Território canônico
Um território canônico é uma área geográfica vista como pertencente a um patriarcado particular ou Igreja autocéfala como sua. O conceito é encontrado não apenas na Igreja Ortodoxa, mas também na Igreja Católica, e é amplamente mencionado no Código dos Cânones das Igrejas Orientais.
A questão do território canônico provou ser um ponto significativo de disputa na Rússia, com o Patriarcado de Moscou a opor-se, por um lado, à influência do Patriarca de Constantinopla na Ucrânia e, por outro, à influência católica romana percebida dentro da própria Rússia.

## Economia eclesiológica
Um ponto importante de diferença é com o estilo de governo eclesiástico. A Igreja Ortodoxa sempre manteve a posição de colegialidade dos bispos. A Igreja Ortodoxa também enfatizou 'economia', ou uma certa quantidade de flexibilidade nas regras dependendo das exigências de uma situação particular. A estrutura administrativa da Igreja Ortodoxa é mais próxima de uma confederação em estrutura, sem centralização funcional como uma constante.
Nos sínodos da Igreja Ortodoxa, as mais altas autoridades em cada comunidade eclesiástica são reunidas. Ao contrário do papa na Igreja Católica, nenhum indivíduo ou figura central tem a última palavra absoluta (e "infalível") sobre a doutrina e administração eclesiástica. Na prática, isso às vezes levou a divisões entre as Igrejas ortodoxas grega, russa, búlgara e ucraniana, pois nenhuma autoridade central pode servir como um ponto de encontro para várias disputas internas.
Contudo, em contraste com a imagem apresentada pelo poeta religioso russo Alexei Khomiakov mais de um século antes, o Concílio Vaticano II da Igreja Católica reafirmou a importância da colegialidade, esclarecendo que "a autoridade primacial é inseparável da colegialidade e da sinodalidade" e que "o Bispo de Roma é um irmão entre irmãos que são sacramentalmente todos iguais no episcopado.

## Rejeição das Igrejas Católicas Orientais
Numa reunião em Balamand, no Líbano, em Junho de 1993, a Comissão Internacional Conjunta para o Diálogo Teológico entre a Igreja Católica e a Igreja Ortodoxa declarou que estas iniciativas que "levaram à união de certas comunidades com a Sé de Roma e trouxeram consigo, como consequência, a ruptura da comunhão com as suas Igrejas-mãe do Oriente ... não ocorreram sem a interferência de interesses extra-eclesiais"; e que:
- O que foi chamado de “uniatismo” “já não pode ser aceite nem como método a seguir nem como modelo da unidade que as nossas Igrejas procuram”.[13][nt 6]

Ao mesmo tempo, a Comissão declarou:
- No que diz respeito às Igrejas Católicas Orientais, é claro que elas, como parte da Comunhão Católica, têm o direito de existir e agir em resposta às necessidades espirituais de seus fiéis.
- As Igrejas Orientais Católicas que desejaram restabelecer a plena comunhão com a Sé de Roma e permaneceram fiéis a ela, têm os direitos e obrigações relacionados com essa comunhão.

## Sucessão apostólica e sacramentos
Algumas Igrejas Católicas Ortodoxas não exigem o batismo de um convertido já batizado na Igreja Católica . A maioria das Igrejas Católicas Ortodoxas permite casamentos entre membros da Igreja Católica e da Igreja Ortodoxa. Por exemplo, a Igreja da Grécia permitiria que um homem ortodoxo se casasse com uma noiva católica em sua igreja, desde que a esposa prometesse que os filhos seriam batizados como ortodoxos.
Como a Igreja Católica respeita a celebração da Missa como um verdadeiro sacramento, a intercomunhão com os Ortodoxos em “circunstâncias adequadas e com a autoridade da Igreja” é possível e encorajada.
A Igreja Católica permite que seu clero administre os sacramentos da Penitência, da Eucaristia e da Unção dos Enfermos aos membros da Igreja Ortodoxa, se estes espontaneamente pedirem os sacramentos e forem devidamente dispostos. Também permite que os católicos romanos que não podem se aproximar de um ministro católico romano recebam esses três sacramentos do clero da Igreja Ortodoxa, sempre que a necessidade exigir ou uma vantagem espiritual genuína o recomendar, e desde que o perigo de erro ou indiferentismo seja evitado. O direito canônico católico romano permite o casamento entre um católico romano e um católico ortodoxo somente se a permissão for obtida do bispo católico romano. No entanto, os santos sacramentos na Igreja Católica e na Igreja Ortodoxa Síria são tratados como iguais e aceitos uns aos outros, conforme identificados por Sua Santidade João Paulo II, Bispo de Roma e Papa da Igreja Católica e Sua Santidade Moran Mar Inácio Zakka I Iwas, Patriarca de Antioquia e Todo o Oriente e chefe supremo da Igreja Ortodoxa Síria Universal (O Vaticano anunciou o acordo entre o Papa Católico Romano e o Patriarca Ortodoxo Sírio).
O Código dos Cânones das Igrejas Orientais autoriza o bispo católico romano local a permitir que um padre católico romano, de qualquer rito, abençoe o casamento de fiéis ortodoxos que, não podendo, sem grande dificuldade, abordar um padre de sua própria Igreja, o peçam espontaneamente. Em circunstâncias excepcionais, os católicos romanos podem, na ausência de um padre autorizado, casar-se diante de testemunhas. Se um padre que não esteja autorizado para a celebração do casamento estiver disponível, ele deve ser chamado, embora o casamento seja válido mesmo sem sua presença. O Código dos Cânones das Igrejas Orientais especifica que, nessas circunstâncias excepcionais, até mesmo um padre "não católico" (e, portanto, não necessariamente pertencente a uma Igreja Oriental) pode ser chamado.